# Crise do encilhamento

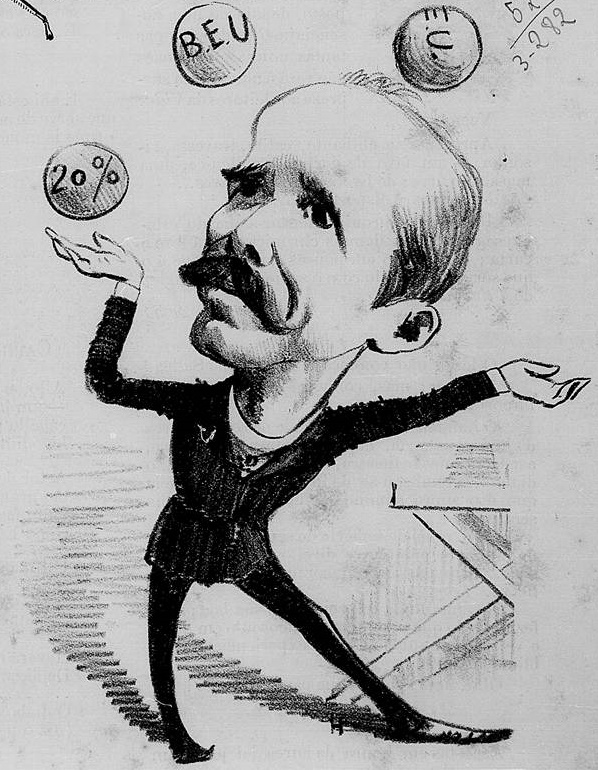
Charge retratando Ruy Barbosa, então ministro da Fazenda, tentando equilibrar as finanças do país.

A crise do encilhamento foi uma crise econômica que ocorreu no Brasil, entre o final da Monarquia e início da República. Marcada por uma forte inflação e pela formação de uma bolha de crédito (bolha econômica), estourou durante a República da Espada (1889-1894), desencadeando então uma crise financeira e institucional.
Seu início é considerado quando, o então Ministro da Fazenda Ruy Barbosa, sob a justificativa de estimular a industrialização no país, adotou uma política baseada em créditos livres aos investimentos industriais garantidos pelo aumento da emissão de papel-moeda.
O novo plano econômico, transformado em lei pelo decreto de 17 de janeiro de 1890, conservava a essência da Lei Bancária de 1888: mantinha os empréstimos à lavoura e autorizava a utilização de títulos públicos como cobertura para a emissão. 
Fator que trouxe muita oferta de crédito ao mercado e deu início a um processo inflacionário. Pelo modo em que o processo foi legalmente estruturado e gerenciado, junto com a expansão dos capitais financeiro e industrial vieram desenfreada especulação financeira em todos os mercados e forte alta inflacionária, causadas pela desconfiança oriunda de determinadas práticas no mercado financeiro, como excesso de lançamento de ações sem lastro, e posteriores ofertas públicas de aquisição visando o fechamento de capital.
A princípio, porém, o plano gerou grande euforia no mercado. Em 1888, havia pouco mais de 90 empresas listadas no país. Em 1891, esse número já tinha saltado para cerca de 450 empresas.

## Antecedentes
O Império do Brasil, pressionado pelos fazendeiros e vendo a monarquia em perigo, promoveu uma reforma do sistema bancário, por meio do Decreto nº 3 403, de 24 de novembro de 1888, para assegurar maior liquidez ao mercado.

## O termo
O termo "encilhamento" foi inspirado no procedimento adotado no hipismo de arrear (equipar com arreios) o cavalo, preparando-o para a corrida. O termo foi utilizado para dar nome ao movimento especulativo devido à sua analogia com a crença de tentar se aproveitar, a qualquer custo, de oportunidades "únicas" de enriquecimento quando elas se apresentam. Esta analogia é reforçada no ditado popular "cavalo encilhado não passa duas vezes". O uso da palavra encilhamento como apelido da situação econômica na praça do Rio de Janeiro à época, foi feito pela primeira vez em Retrospecto Commercial, no Jornal do Commercio, em 1890. Nesse jornal, o termo por ser considerado pejorativo, só era usado em matéria paga, mas outros periódicos passaram a repeti-lo como gíria para denominar a febre financeira posterior a 1888.

## Origens do Encilhamento

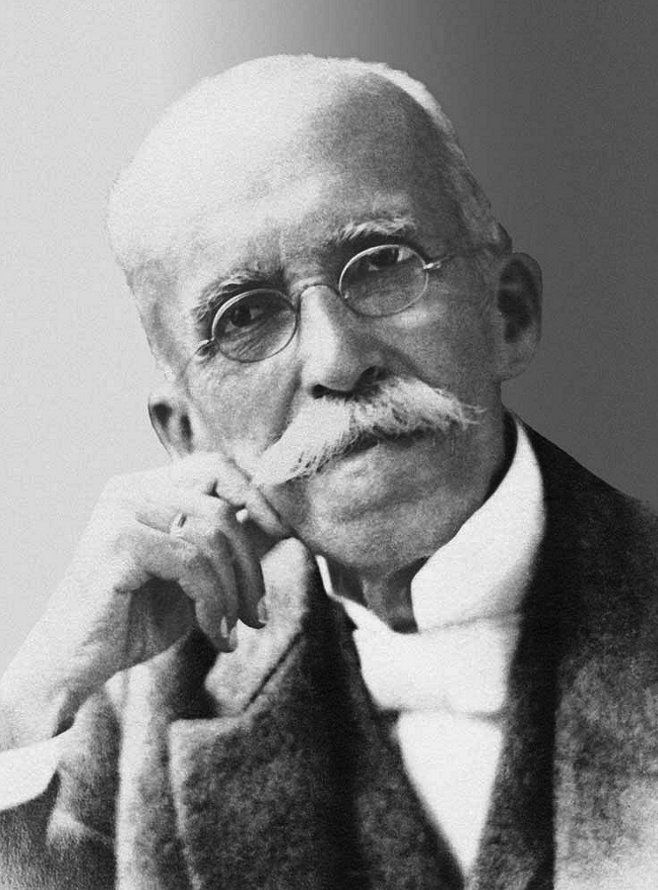
Ruy Barbosa, em 1919

Ao longo do século XIX, após o maturamento de inovações tecnológicas nos então países hegemônicos, em especial o desenvolvimento do transporte ferroviário, da iluminação a gás e da navegação a vapor, entre outras, todas ligadas ao processo de industrialização; criaram-se oportunidade para grandes movimentos especulativos, levando a uma aceleração do fluxo de capitais no mundo.
Apesar de um volume considerável de capital nativo ter sido liberado com a proibição do tráfico de escravos em 1850, tendo o Barão de Mauá lançado as bases no país de um moderno sistema financeiro, ao início do período republicano a economia brasileira ainda se via amarrada, entre outras coisas, por uma legislação econômica restritiva, particularmente por dois dispositivos legais: a Lei de Terras de 1850, que dificultava o acesso à posse de terras e imóveis por parte de ex-escravos e imigrantes numa situação onde a agricultura era predominante no país; e a "Lei dos Entraves", de 1860, que amarrava o desenvolvimento do mercado de capitais brasileiro, que se tornara à época uma espécie de "feudo cartorial" sob o controle de poucas famílias.
A especulação era comum, pois bancos estrangeiros recebiam para cobrança todas as letras sacadas dos importadores do Rio de Janeiro e compravam as letras dos exportadores (fazendeiros e intermediários agrícolas), e assim usavam suas reservas em ouro para manipular as cotações nas épocas das safras, garantindo grande margens de lucros. Apesar do grande vulto dessas operações, eram desconhecidas seus efeitos por parte do público menos informado, o que não aconteceria nas especulações com ações e debêntures, com oscilações acompanhadas por diversas classes de investidores.
Proposta de mudanças na legislação fundiária, aliás, foi um dos motivos que levaram grandes proprietários de terras e ex-senhores de escravos a apoiar a instauração da República. Pouco antes da Proclamação da República, o governo patrocinou medidas de auxílio à lavoura e firmou um contrato com o Banco Nacional do Brasil, que desencadearam forte especulação. Nesse ambiente político-econômico e social e sob o pretexto de favorecer o processo de industrialização do país, ocorreu o Encilhamento.

### Os agentes econômicos
- Rentistas: detentores do grande capital nacional, que vão atrás da melhor rentabilidade para si. No Brasil do final do século XIX, eram predominantemente grandes latifundiários, ex-traficantes e proprietários de escravos, comerciantes (principalmente os que enriqueceram com as exportações monocultureiras de Café e Algodão), altos funcionários públicos, políticos e advogados com influência na definição de políticas públicas. Mantinham basicamente seus recursos entesourados no país, com os mais sofisticados aplicando no mercado internacional, principalmente na Bourse Parisiense, na City Londrina e em Wall Street;
- Financistas: operadores e banqueiros de investimento que atuam para o grande capital rentista, e que tem contato com o grande capital internacional, tendo aprendido novas formas de engenharia financeira. No Brasil daquela época, a figura mais ilustre era o conselheiro Mayrink;
- Economistas/Políticos: São os formuladores de políticas econômicas, em geral intermediários dos interesses dos rentistas, financistas e políticos, eventualmente atuam como sócios menores dos financistas, fornecendo a retórica perante a opinião pública e os meios técnicos para a implementação de um modelo regulatório que sirvam aos interesses de seus associados. Destes, Ruy Barbosa foi a figura proeminente da época;
- Haute Finance: O grande capital financeiro internacional que, a partir de meados do século XIX se organiza para influir em conjunto na vida das nações visando criar o ambiente "ideal" para seus negócios. Daquela época, destacam-se os bancos ingleses, liderados pelos Rotschild.[16]

## O plano de 1890
O Brasil foi dividido em três regiões bancárias (Norte, do Amazonas à Bahia; Centro, incluindo os estados do Rio de Janeiro, São Paulo, Minas Gerais, Espírito Santo, Paraná e Santa Catarina; e Sul, abrangendo Rio Grande do Sul, Mato Grosso e Goiás), autorizadas a emitir dinheiro mediante a garantia de apólices da dívida pública. Os bancos deviam formar um fundo de 10% sobre seus lucros brutos e, com esses recursos, amortizariam a dívida pública.

## Romance de Taunay
Este período conturbado da história do Rio de Janeiro e do Brasil é retratado em forma de romance pelo Visconde de Taunay no livro “O Encilhamento”. Para prender a atenção do leitor, Taunay criou uma trama na qual o personagem principal se vê dividido entre viver uma aventura com uma mulher casada ou seguir o rumo natural que a sociedade esperava dele: casar-se com uma jovem. Entre festins e conversas de gabinetes, o ambiente do Encilhamento é retratado de forma entrelaçada com críticas veladas ao militarismo vigente na recém imposta República.

## História

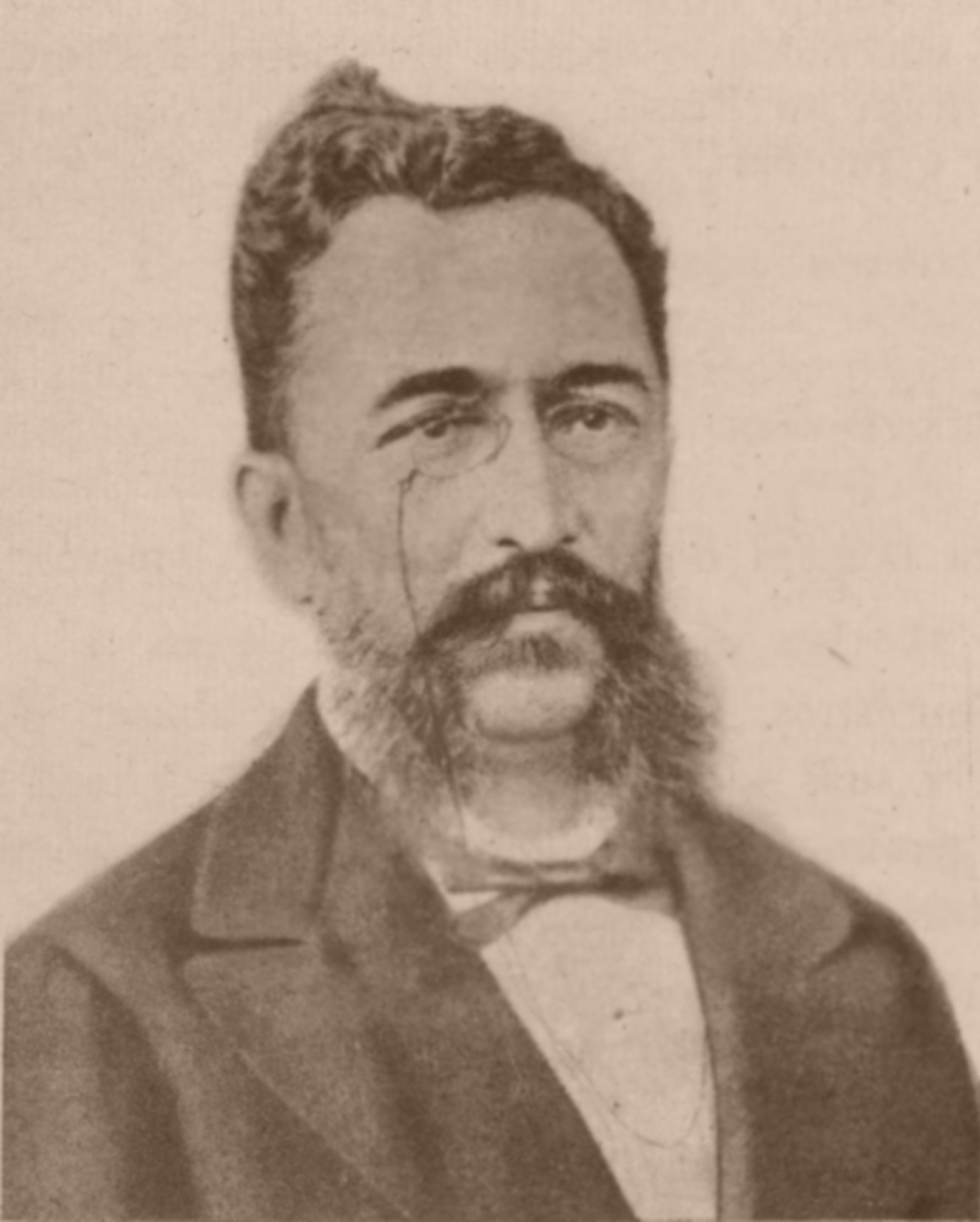
O Visconde de Ouro Preto deu início à política do encilhamento.

| “ | Certo, não lhe esqueceste o nome, Encilhamento... Quem não viu aquilo, não viu nada! | ” |
|   | — Machado de Assis citando o evento em "Esaú e Jacó", Capítulo LXXIII - Um Eldorado. |   |

A primeira medida governamental dentro do processo, se deu ainda durante a monarquia, sob o comando do Visconde de Ouro Preto, último ministro da fazenda deste período, empossado cinco meses antes da queda do regime, quando foi regulamentada uma nova Lei Bancária em novembro de 1888. Um aquecimento na Bolsa de Valores do Rio de Janeiro que já havia se iniciado em 1886, se acelerou com a abolição da escravatura, mais as medidas implementadas pela nova lei bancária (que entre outras coisas revogava a citada "Lei dos Entraves"), e a proposta de mudanças na lei fundiária ao longo de 1889. Pela lei, três bancos foram autorizados a emitirem bilhetes conversíveis em ouro: Banco Nacional do Brasil, Banco de São Paulo e Banco do Comércio, mas na prática apenas o primeiro exerceu esse direito. O diretor do Banco Nacional era o Visconde Francisco de Figueiredo, que recebera o título nobiliárquico pela ação de distribuição de gêneros a população atingida pela Grande Seca do Nordeste. As ações do banco do Visconde se valorizaram bastante, chegando a serem negociadas com um ágio de 45%. Outros bancos auxiliares também ajudaram a criar um ambiente propício a especulação e atraíram pessoas que nunca antes tinham se envolvido nas negociações com títulos. Junto com o aumento da liquidez, deu-se a introdução de modernos mecanismos financeiros, aumentando a capacidade de alavancagem. A redução na colocação de títulos públicos também abriu espaço para a expansão dos títulos privados.
O Visconde de Ouro Preto tinha decidido pela criação de um grande banco que atuasse como agente regulador do mercado, um Banco Central privado, nos moldes europeus, emprestador de última instância, agente do Tesouro e regulador da liquidez. E foi justamente o fato de ter sido um grande adversário teórico de tal sistema, que credenciou politicamente Ruy Barbosa a ser indicado ministro da fazenda pelos militares que implantariam a república. Ironicamente, ao assumir o cargo com a proclamação da república, colocou em prática tudo o que antes criticara, procurando garantir apoio da burguesia financeira nacional e internacional ao novo regime. Em janeiro de 1890 decreta uma nova lei bancária, incentivado pelas ideias do Conselheiro Francisco de Paula Mayrink, banqueiro nomeado para ser diretor do Banco dos Estados Unidos do Brasil. Sem sequer consultar o presidente da república, assinou a lei na calada da noite, gerando escândalo que seria o primeiro de uma série até sua saída do ministério. O Decreto de 17 de janeiro de 1890 buscava satisfazer a expansão da indústria, agricultura e comércio criando um sistema emissor que se baseava em lastreamento por Apólices da Dívida Pública (em escritos posteriores, Ruy Barbosa citou o Primeiro-Secretário do Tesouro da República dos Estados Unidos Alexander Hamilton como influência para as ideias contrárias à vinculação dos meios de pagamentos ao vulto das exportações e outras, de ideologia metalista). Também foram criados bancos emissores regionais.
Isto não impediu, entretanto que a nova lei fosse sancionada, apesar do protesto e oposição de ministros como o Ministro da Marinha Eduardo Wandenkolk que se demitiu, da Agricultura Demétrio Ribeiro e o Ministro da Justiça Campos Salles que, prevendo as consequências das medidas, conseguiu em uma reunião do gabinete de 31 de janeiro, aprovar três emendas e que fosse permitido um banco regulador independente só para São Paulo. O Ministério da Justiça legislava sobre a Junta do Comércio e Campos Salles também interveio na ação da Corporação dos Corretores, aprovando o Decreto nº 822 de 18 de outubro de 1890 que trazia restrições para os profissionais.
Abriram-se várias linhas de crédito para investimentos produtivos e em bolsas de valores, aumentaram em muito os bancos emissores, fazendo que crescesse em demasia a oferta monetária, sem que se preocupasse com o lastro-ouro, ocasionando, assim, inflação e o fenômeno conhecido como moeda-podre ou desvalorização monetária. Além da alta inflacionária, o surto especulativo nas bolsas de valores decorrente da política econômica refletiu-se no fechamento de várias empresas e, por conseguinte, uma recessão na economia, além da sonegação fiscal, isto é, aquisição de empréstimos para outros fins, geralmente de interesse pessoal, e venda de ações das empresas-fantasmas (que não foram abertas com o capital requisitado).

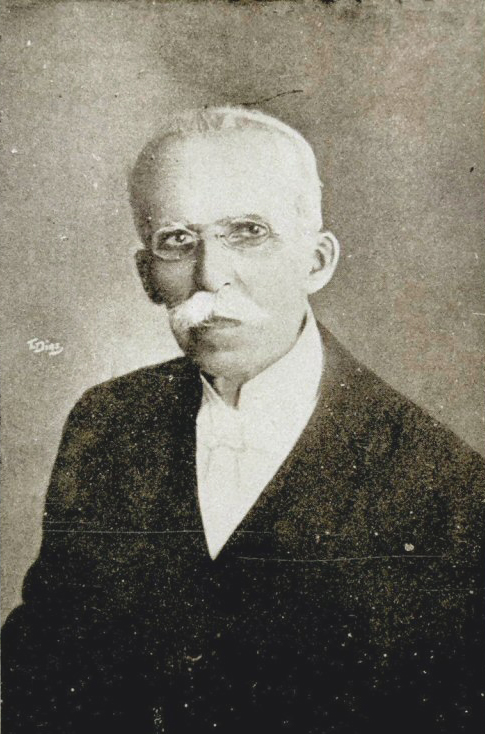
Ruy Barbosa foi o principal responsável pelo encilhamento.

A "má-fé emissiva" de títulos privados foi um desastre, devido à leniência da nova lei bancária que permitia aos agentes emissores autorizados pelo governo agirem livremente, sem qualquer vigilância ou punição oficial. Tais emissões se davam quando uma empresa se lançava ao mercado de capitais sem sólidos fundamentos econômicos, e sempre que necessitava de mais dinheiro, simplesmente lançava novas subscrições. O investidor que não subscrevesse os novos lançamentos, perdia os direitos à subscrição e ao que já havia pago anteriormente.
Como na época, não havia mercado secundário para os papéis das empresas na bolsa carioca e a nova lei amarrava a negociação dos mesmos aos seus valores nominais, impedindo oscilação oficial que possibilitasse às partes tentar (via queda ou aumento nas cotações) tanto minimizar prejuízos, quanto maximizar lucros; tal entrave além de restringir a negociação dos títulos ao mercado de balcão, congestionando-o, levou no mercado normal a um encalhe das novas emissões, inviabilizando as empresas lícitas e causando perda total à maioria dos investidores. Em vez de financiar a indústria e o desenvolvimento, o processo provocou um dos piores surtos inflacionários da história do país, enquanto a economia brasileira sofria violento "colapso".
O ato final do encilhamento se iniciou em decorrência da onda de choque financeira provocada pelo default dos títulos da dívida argentina e do 1º colapso do Banco Baring Brothers, a partir de setembro de 1890, conhecido internacionalmente como o "Pânico de 1890". Em 1891 houve uma grande confusão em torno das debêntures da Companhia Geral das Estradas de Ferro. Houve publicidade em torno das garantias dadas aos títulos por uma operação legal com banqueiros ingleses da Morton & Rose. A grande demanda por esses ativos levou a Companhia ao debacle, provocando uma liquidação forçada dos títulos. O acontecimento gerou uma quebra de confiança e pânico no mercado de títulos. As intervenções federais para frear a especulação resultou numa greve de três dias dos corretores da Bolsa de Valores contra uma cobrança da taxa de 3% sobre o valor das ações (Decreto nº 1 362 de 14 de fevereiro de 1891, que acabou sendo revogado pelo Decreto nº 1 386 de 20 de fevereiro de 1891). Temendo novas medidas, os investidores passaram a vender os papéis que eram proprietários. Apenas os títulos do Banco do Brasil, Banco Rural, Banco Comercial, Banco do Comércio, Banco de Depósitos e Descontos, Companhias São Cristóvão e Jardim Botânico obtiveram compradores. A situação piorou ao máximo com problema dos papeis da Companhia Geral das Estradas de Ferro.
Em 20 de janeiro de 1891, Ruy Barbosa deixou o cargo de ministro da Fazenda, para dirigir companhias que haviam sido criadas durante o encilhamento e das quais era sócio junto ao Conselheiro Mayrink. O general Deodoro da Fonseca renunciaria em 23 de novembro do mesmo ano, sob iminente ameaça de deposição pelos republicanos, representados pelo vice-presidente Floriano Peixoto, que assume "naturalmente" a presidência.

## Consequências
O Encilhamento é datado como tendo persistido entre 1889 e 1892, período em que houve 16 remanejamentos no Ministério da Fazenda. O sucesso da nova etapa de desenvolvimento econômico que o Encilhamento em tese pretendia, dependia de se conseguir criar um ambiente favorável tanto em relação à realocação da poupança interna, como dos investimentos externos.
Porém, devido aos poderes extraordinários conferidos aos seus condutores (como o controle sobre a remonetização), no Encilhamento interesses privados acabaram se sobrepondo ao interesse público. Em lugar de uma lenta, porém consistente promoção do desenvolvimento, crescimento econômico, distribuição de renda e da educação e confiança financeiras; o que ocorreu foi um agravamento na concentração de renda, sobrevalorização do rentismo em detrimento da atividade produtiva, generalização da falência, ignorância e desconfiança em relação ao funcionamento dos mercados, além do aumento geométrico da dívida pública e estagnação da economia. Assim, são apontadas três razões principais para o fracasso desse movimento especulativo como alavancador do desenvolvimento:
- Falta de uma visão mais ampla, de Estadista para coordenar, corrigir e ajustar o processo em seu andamento;
- A escolha dos políticos e financistas que comandaram o processo, já que os interesses pessoais destes se sobrepunham ao interesse geral;
- O deslumbre com a possibilidade de enriquecimento pessoal rápido, tanto nos gestores da economia da época, que trabalharam para se beneficiar do movimento, quanto da multidão de pequenos especuladores, que prejudicou a si própria ao se deixar manipular, ajudando a inflar uma bolha econômica, participando do processo sem ter vocação, conhecimento e experiência mínimos necessários[31] para que, atentando aos detalhes legais, pudessem tentar tirar real proveito do movimento, dispondo de estratégias de negociação próprias e controle de risco individual adequados que, teriam evitado inúmeras quebras e suas nefastas consequências.

Embora o estouro da bolha tenha se dado entre 1890-91, seus efeitos econômicos e políticos se fizeram ao longo de toda aquela década, tendo somente ao final do governo Campos Sales, com Rodrigues Alves no comando da economia brasileira, sido amenizados, porém a um alto custo social, devido ao caráter tradicional e ortodoxo das medidas de ajuste econômico adotadas em consonância com solicitações do grande capital internacional.
No período de "Caça às bruxas" que se seguiu até 1895, em especial durante o mandato de Floriano Peixoto, algumas das figuras expoentes do Encilhamento tiveram seus bens congelados, confiscados, além de sofrer processos público e administrativo. Entre estes, estava Ruy Barbosa que teve que se exilar na Europa.
Já a legislação referente ao mercado de capitais no Brasil, na vã tentativa de se controlar a volatilidade dos mesmos, numa época em que se desconhecia o conceito de "anti-fragilidade", sofreu violento retrocesso, se assemelhando ao tempo da "Lei dos Entraves", do qual só se livraria 70 anos mais tarde, em 1965.